# 馬龍尼禮天主教布宜諾斯艾利斯教區
馬龍尼禮天主教布宜諾斯艾利斯聖沙爾貝勒教區（拉丁語：Eparchia Sancti Sarbelii Bonaërensis Maronitarum）是東儀天主教以阿根廷首都布宜諾斯艾利斯為中心的一個教區（馬龍尼禮教會），屬布宜諾斯艾利斯總教區。
教區成立於1990年10月5日，2009年有教友700,000人。教區下轄四個堂區，有卅二名司鐸。現任教區主教為若望·哈比卜·沙米耶，榮休主教為沙爾貝勒·喬治·邁爾希。